# Manticao
Manticao ist eine philippinische Stadtgemeinde in der Provinz Misamis Oriental. Sie hat 28.422 Einwohner (Zensus 1. August 2015). In der Gemeinde liegt ein External Study Center der Bukidnon State University.

## Baranggays
Manticao ist administrativ in 13 Baranggays unterteilt:
- Argayoso
- Balintad
- Cabalantian
- Camanga
- Digkilaan
- Mahayahay
- Pagawan
- Paniangan
- Patag
- Poblacion
- Punta Silum
- Tuod
- Upper Malubog